# Centralny Bank Państw Afryki Zachodniej
Centralny Bank Państw Afryki Zachodniej (BCEAO, fr. Banque Centrale des États de l'Afrique de l'Ouest) – bank centralny odpowiedzialny za emisję pieniądza i politykę pieniężną w ośmiu państwach Afryki Zachodniej, z których większość była dawniej koloniami francuskimi. Wspólną walutą używaną na terenie państw członkowskich jest zachodnioafrykański frank CFA. Bank rozpoczął działalność w 1961 roku, a jego siedziba mieści się w Dakarze, w Senegalu.

## Członkowie
- Benin
- Burkina Faso
- Gwinea Bissau
- Mali
- Niger
- Senegal
- Togo
- Wybrzeże Kości Słoniowej